# 光村推古書院
光村推古書院株式会社（みつむらすいこしょいん）は、京都府京都市にある出版社。カルチュア・コンビニエンス・クラブグループ会社。2012年の京都商工会議所の創造的文化産業（クリエイティブ産業）モデル企業に選定された。篠山紀信の『篠山紀信写真集 KABUKI by KISHIN』で日本印刷産業連合会の2018年の第52回造本装幀コンクール日本書籍出版協会理事長賞受賞。

## 沿革
1887年、本田寿次郎が創業した本田雲錦堂が前身にあたる。当時は錦絵（木版多色刷絵）の版元であった。のちに、同族・同業の山田芸艸堂と合併し、芸艸堂となる。第二次世界大戦中の1942年、戦時統合によって大雅堂に統合されるが、戦後の1947年に本田寿次郎が独立し、推古書院を設立した。
1958年、本田寿次郎の子の本田欽三が推古書院を受け継ぎ、光村推古書院を設立した。美術出版社として画集・図案集などの出版を手がけた。